# Iași Open 2025 - Qualificazioni singolare femminile
Le qualificazioni del singolare degli Iași Open 2025 sono un torneo di tennis preliminare per accedere alla fase finale della manifestazione disputate il 13 e 14 luglio 2025. Le vincitrici dell'ultimo turno sono entrate di diritto nel tabellone principale. In caso di ritiro di una o più giocatrici aventi diritto, a queste subentrano i Lucky loser, ossia le giocatrici che hanno perso nell'ultimo turno ma che hanno una classifica più alta rispetto alle altre partecipanti che hanno comunque perso nel turno finale.

## Teste di serie
1. Andrea Lázaro García (primo turno)
2. Arina Rodionova (primo turno)
3. Séléna Janicijevic (ultimo turno)
4. Julie Belgraver (primo turno)
5. Carolina Alves (primo turno)
6. Irene Burillo (qualificata)

1. Lia Karatančeva (primo turno)
2. Aliona Bolsova (ultimo turno)
3. Silvia Ambrosio (ultimo turno)
4. Priska Nugroho (primo turno)
5. Margaux Rouvroy (qualificata)
6. Mia Ristić (ultimo turno)

## Qualificate
1. Giulia Safina Popa
2. Anna Sisková
3. Dar'ja Lodikova

1. Margaux Rouvroy
2. Alicia Herrero Liñana
3. Irene Burillo

## Tabellone

### Legenda
| - Q = Qualificato - WC = Wild card - LL = Lucky loser | - ALT = Alternate - SE = Special Exempt - PR = Protected Ranking | - w/o = Walkover - r = Ritirato - d = Squalificato |

### Sezione 1
|  | Primo turno | Primo turno          | Primo turno          | Primo turno | Primo turno |  |  | Ultimo turno | Ultimo turno       | Ultimo turno | Ultimo turno | Ultimo turno |  |
|  |             |                      |                      |             |             |  |  |              |                    |              |              |              |  |
|  | 1           | Andrea Lázaro García | Andrea Lázaro García | 610         | 4           |  |  |              |                    |              |              |              |  |
|  | WC          | Giulia Safina Popa   | Giulia Safina Popa   | 7           | 6           |  |  | WC           | Giulia Safina Popa | 7            | 1            | 6            |  |
|  |             | Jessica Failla       | Jessica Failla       | 1           | 2           |  |  | 9            | Silvia Ambrosio    | 65           | 6            | 3            |  |
|  | 9           | Silvia Ambrosio      | Silvia Ambrosio      | 6           | 6           |  |  |              |                    |              |              |              |  |

### Sezione 2
|  | Primo turno | Primo turno      | Primo turno      | Primo turno | Primo turno |  |  | Ultimo turno | Ultimo turno   | Ultimo turno | Ultimo turno | Ultimo turno |  |
|  |             |                  |                  |             |             |  |  |              |                |              |              |              |  |
|  | 2           | Arina Rodionova  | 3                | 6           | 5           |  |  |              |                |              |              |              |  |
|  |             | Anna Sisková     | 6                | 4           | 7           |  |  |              | Anna Sisková   | 3            | 6            | 6            |  |
|  | WC          | Anastasia Necula | Anastasia Necula | 1           | 0           |  |  | 8            | Aliona Bolsova | 6            | 3            | 0            |  |
|  | 8           | Aliona Bolsova   | Aliona Bolsova   | 6           | 6           |  |  |              |                |              |              |              |  |

### Sezione 3
|  | Primo turno | Primo turno        | Primo turno        | Primo turno | Primo turno |  |  | Ultimo turno | Ultimo turno       | Ultimo turno       | Ultimo turno | Ultimo turno |  |
|  |             |                    |                    |             |             |  |  |              |                    |                    |              |              |  |
|  | 3           | Séléna Janicijevic | Séléna Janicijevic | 6           | 7           |  |  |              |                    |                    |              |              |  |
|  |             | Lian Tran          | Lian Tran          | 0           | 5           |  |  | 3            | Séléna Janicijevic | Séléna Janicijevic | 64           | 68           |  |
|  |             | Dar'ja Lodikova    | Dar'ja Lodikova    | 7           | 7           |  |  |              | Dar'ja Lodikova    | Dar'ja Lodikova    | 7            | 7            |  |
|  | 10          | Priska Nugroho     | Priska Nugroho     | 63          | 5           |  |  |              |                    |                    |              |              |  |

### Sezione 4
|  | Primo turno | Primo turno     | Primo turno | Primo turno | Primo turno |  |  | Ultimo turno | Ultimo turno    | Ultimo turno | Ultimo turno | Ultimo turno |  |
|  |             |                 |             |             |             |  |  |              |                 |              |              |              |  |
|  | 4           | Julie Belgraver | 6           | 5           | 1           |  |  |              |                 |              |              |              |  |
|  |             | Georgia Crăciun | 2           | 7           | 6           |  |  |              | Georgia Crăciun | 6            | 3            | 4            |  |
|  | WC          | Lavinia Tănasie | 6           | 3           | 2           |  |  | 11           | Margaux Rouvroy | 0            | 6            | 6            |  |
|  | 11          | Margaux Rouvroy | 1           | 6           | 6           |  |  |              |                 |              |              |              |  |

### Sezione 5
|  | Primo turno | Primo turno           | Primo turno    | Primo turno | Primo turno |  |  | Ultimo turno | Ultimo turno          | Ultimo turno          | Ultimo turno | Ultimo turno |  |
|  |             |                       |                |             |             |  |  |              |                       |                       |              |              |  |
|  | 5           | Carolina Alves        | Carolina Alves | 4           | 1           |  |  |              |                       |                       |              |              |  |
|  | WC          | Ilinca Amariei        | Ilinca Amariei | 6           | 6           |  |  | WC           | Ilinca Amariei        | Ilinca Amariei        | 3            | 1            |  |
|  |             | Alicia Herrero Liñana | 4              | 6           | 6           |  |  |              | Alicia Herrero Liñana | Alicia Herrero Liñana | 6            | 6            |  |
|  | 7           | Lia Karatančeva       | 6              | 1           | 2           |  |  |              |                       |                       |              |              |  |

### Sezione 6
|  | Primo turno | Primo turno   | Primo turno | Primo turno | Primo turno |  |  | Ultimo turno | Ultimo turno  | Ultimo turno | Ultimo turno | Ultimo turno |  |
|  |             |               |             |             |             |  |  |              |               |              |              |              |  |
|  | 6           | Irene Burillo | 4           | 6           | 6           |  |  |              |               |              |              |              |  |
|  |             | Tatiana Pieri | 6           | 1           | 0           |  |  | 6            | Irene Burillo | 5            | 7            | 7            |  |
|  |             | Tina Smith    | Tina Smith  | 5           | 5           |  |  | 12           | Mia Ristić    | 7            | 5            | 5            |  |
|  | 12          | Mia Ristić    | Mia Ristić  | 7           | 7           |  |  |              |               |              |              |              |  |